# Grand Prix de l’Humanité 1971
Der Grand Prix de l’Humanité wurde 1971 als Etappenrennen mit zwei Etappen in Frankreich ausgetragen. Ursprünglich sollte die Tour über drei Etappen führen; sie musste jedoch wegen einer Streikwelle in Frankreich um einen Tagesabschnitt gekürzt werden.
Es waren unter anderem Teams aus Frankreich, Polen, Ungarn, der UdSSR, der Tschechoslowakei, der DDR und Irland am Start. Die meisten Teams waren mit fünf Fahrern besetzt. Die DDR startete mit nur drei Fahrern (Manfred Dähne, Dieter Gonschorek und Gregor Kiritschenko).
Auf der ersten Etappe von Le Havre nach Saint-Étienne siegte Osynzew aus der UdSSR vor seinem Landsmann Chrabow und dem Tschechoslowaken Jaromir Fridrich. Die zweite Etappe von Saint-Étienne nach Paris sicherte sich Manfred Dähne (DDR) vor Dimitrijew (UdSSR) und Jaromir Fridrich (ČSSR). 
Im Gesamtklassement siegte Jaromir Fridrich (ČSSR) vor Dimitrijew, Osynzew, Chrabow (alle UdSSR) und Dieter Gonschorek (DDR). 